# 이그저틱 롱헤어
이그저틱 롱헤어는 미국에서 온 집고양이 품종 중 하나이다. 품종이 거의 존재하지 않기 때문에 이그저틱 쇼트헤어의 한 예외로 인정하기도 한다.

## 같이 보기
- 이그저틱 쇼트헤어